# Роберт Браунінг
Роберт Браунінг (англ. Robert Browning; 7 травня 1812 — 12 грудня 1889) — англійський поет.

## Життєпис
Браунінг народився 7 травня 1812 року у Кембервеллі (одному з південних округів Лондона), Англія. Його мати, Сара Браунінг (до шлюбу Відеман), була майстерною піаністкою і побожною християнкою, євангелісткою. Його батько, Роберт Браунінг, який працював банківським клерком, був також художником, науковцем, колекціонером книг, картин та антикваріату. Дід Роберта володів плантаціями на острові Сент-Кіттс, куди відправив Роберта Браунінга старшого для ознайомлення з родинним бізнесом. Та Браунінг був противником рабства і дуже швидко повернувся додому, а згодом почав працювати у Банку Англії, заробляючи в рік близько 150 фунтів стерлінгів. Його рідкісна книжкова колекція, що налічувала більш як 6000 експонатів, містила твори грецькою, латинською, французькою та іспанською. Велику частину освіти Браунінг здобув від свого начитаного батька. Мати Роберта, Сара Анна Відеман, була дочкою судновласника, німця за походженням, та матері шотландки. Роберт дуже шанував маму, котра, оскільки батько був непрактичний та м'який у спілкуванні, все домашнє господарство тримала у своїх руках. Будучи вже зрілим, він чимало часу проводив з нею, та рідко сперечався. Ця дитяча звичка також вплинула на манеру висловлюватися, не зовсім однозначно та зрозуміло. У Браунінга була сестра Саріанна. Ходили чутки, що бабця Роберта по батьковій лінії, спадкоємиця плантації на Сент-Кіттсі, мала якісь ямайські корені, але ймовірно, що була просто сімейна легенда.
Ймовірно що Браунінг вже з 5 років дуже добре читав та писав. З чотирнадцяти років Роберт вивчав латину, грецьку та французьку. З 14 до 17 він отримував освітою вдома, займаючись з різними викладачами музикою, рисунком, танцями та верховою їздою. У віці 12 років Браунінг написав збірку поетичних творів у стилі байронівського вірша під назвою «Інкондіта» (Incondita). У 1825 до рук Роберта потрапила збірка поезій Шеллі. Вона його так вразила, що він попросив на свій 13 день народження усі інші твори Шеллі, а також визначив для себе вегетаріанство та атеїзм, як наслідування поета. Згодом він відмовився від цих переконань. Попри це раннє захоплення, до 20 років Браунінг більше не писав поезій.
У 1828 він вступив до Лондонського університету, де вивчав грецьку мову, але швидко покинув його, навчаючись у власному ритмі. Хаотичний порядок його освіти пізніше мав вплив на його творчість. Він успадкував музичні обдарування матері та складав музику для деяких пісень. Роберт відмовився від кар'єри та вирішив присвятити себе поезії. До свого одруження у 34 віці він проживав у батьківському домі.
У 1833 Браунінг анонімно публікує свій перший великий твір «Пауліне», який загалом вважається провальним. У 1835 пише «Парацельса», відгуки на якого були досить позитивні. У 1840 році виходить його велика поема «Сорделло», яка отримала велику долю критики через заплутаність та складність для розуміння. Він спробував себе у написанні трагедій, але вони не мали успіху. Проте техніка, які він розробив складаючи свої монологи, особливо дикція, ритм та символізм, мали значний вплив на поезію а також на таких знаменитих поетів 20 ст. як Езра Паунд, Томас Старнз Еліот, Роберт Фрост. Знаменитим він став після написання п'єси «Піппа проходить мимо» (1841) і збірки віршів «Драматична лірика» (1842).
У 1845 році він ознайомився з поезією Елізабет Баррет та захотів зустрітися з нею. Вона була інвалідом та перебула під контролем свого деспотичного батька. Роберт та Елізабет взяли шлюб у вересні 1846 року та через кілька днів поїхали в Італію у Флоренцію. Там подружжя Баррет жило до 1861 року, коли померла Елізабет. Роки прожиті у Флоренції були найщасливіші у житті як Роберта, так і Елізабет. Помер у Венеції у 1889 році. Похований у Вестмінстерському абатстві в Лондоні у куточку поетів.
Входив у літературний гурток Діккенса та Водсворта, був другом Теннісона.

## Список творів

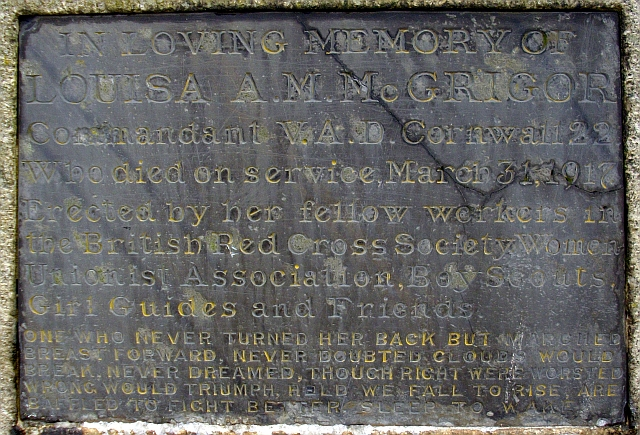
Memorial plaque: «In Loving Memory of Louisa A. M. McGrigor Commandant V.A.D. Cornwall 22. Who died on service, March 31, 1917. Erected by her fellow workers in the British Red Cross Society, Women Unionist Association, Boy Scouts, Girl Guides and Friends.»
Followed by a quote from Robert Browning's Epilogue to Asolando.
One who never turned her back but marched breast forward, Never doubted clouds would break, Never dreamed, though right were worsted. wrong would triumph, Held we fall to rise, are baffled to fight better,
Sleep to wake

- Пауліна (Pauline: A Fragment of a Confession) (1833)
- Парацельс (Paracelsus) (1835)
- Страффорд (Strafford) (play) (1837)
- Сорделло (Sordello) (1840)
- Дзвіночки та гранати I: Піппа проходить мимо[en] (Bells and Pomegranates No. I: Pippa Passes) (play) (1841)
- Дзвіночки та гранати II: Король Віктор та король Чарльз (Bells and Pomegranates No. II: King Victor and King Charles) (play) (1842)
- Дзвіночки та гранати III: Драматична лірика (Bells and Pomegranates No. III: Dramatic Lyrics) (1842)
  - «Кохання Порфирії (Porphyria's Lover)»
  - «Монолог іспанського монастиря (Soliloquy of the Spanish Cloister)»
  - «Моя остання герцогиня (My Last Duchess)»
  - «Щуролов з Хамеліна (The Pied Piper of Hamelin)»
  - «Граф Гісмонд (Count Gismond)»
  - «Йоганн Агрікола у медитації (Johannes Agricola in Meditation)»
- Дзвіночки та гранати IV (Bells and Pomegranates No. IV: The Return of the Druses) (play) (1843)
- Дзвіночки та гранати V Пляма на геральдичному щиті(Bells and Pomegranates No. V: A Blot in the 'Scutcheon) (play) (1843)
- Дзвіночки та гранати VI День народження Коломбіни (Bells and Pomegranates No. VI: Colombe's Birthday) (play) (1844)
- Дзвіночки та гранати VII Драматичні романси та лірика (Bells and Pomegranates No. VII: Dramatic Romances and Lyrics) (1845)
  - «Лабораторія (The Laboratory)»
  - «Як Вони принесли Благу Звістку з Гента в Екс (How They Brought the Good News from Ghent to Aix)»
  - «Замовлення епископської гробниці в церкві Святої Пракседи (The Bishop Orders His Tomb at Saint Praxed's Church»
  - «Втрачений лідер (The Lost Leader)»
  - «Домашні думки із-за кордону (Home Thoughts from Abroad)»
- Дзвіночки та гранати VIII Лурія та трагедії Душі (Bells and Pomegranates No. VIII: Luria and A Soul's Tragedy) (plays) (1846)
- Переддень Різдва та Великдень (Christmas-Eve and Easter-Day) (1850)
- Чоловік та жінка (збірка поезій)(Men and Women (poetry collection)) (1855)
  - «Кохання серед руїн (Love Among the Ruins (poem))»
  - «Остання подорож разом (The Last Ride Together)»
  - «Токката Галуппі (A Toccata of Galuppi's)»
  - «Чайлд Роланд до Темної Вежі прийшов (Childe Roland to the Dark Tower Came)»
  - «Фра Ліппо Ліппі (Fra Lippo Lippi (poem))»
  - «Андреа дель Сарто (Andrea Del Sarto (poem))»
  - «Патріот/Стара історія (The Patriot/An Old Story)»
  - «Похорон граматика (A Grammarian's Funeral)»
  - «Послання, що містить дивні медичні дослідження Карніша, лікара араба. (An Epistle Containing the Strange Medical Experience of Karshish, the Arab Physician)»
- Діючі особи (Dramatis Personae) (1864)
  - «Калібан про Сетебоса (Caliban upon Setebos)»
  - «Равин Бен Езра (Rabbi Ben Ezra)»
- Кільце і книга (The Ring and the Book) (1868-9)
- Пригода Баластіона (Balaustion's Adventure) (1871)
- Принц Гогенштіль-Швангау, Спаситель суспільства (Prince Hohenstiel-Schwangau, Saviour of Society) (1871)
- Фіфін на ярмарці (Fifine at the Fair) (1872)
- Країна червоних бавовняних ковпаків або Торф і Вежі(Red Cotton Night-Cap Country), or, Turf and Towers (1873)
- Апологія Аристофана (Aristophanes Apology) (1875)
- Готельний альбом (The Inn Album) (1875)
- Пачяротто, як він працював у спеку Pacchiarotto, and How He Worked in Distemper (1876)
- Агамненон Есхіла(The Agamemnon of Aeschylus) (1877)
- Саїз (La Saisiaz) Два поети з Ле-Круазіку (The Two Poets of Croisic) (1878)
- Драматичні ідилії (Dramatic Idylls) (1879)
- Драматичні ідилії: друга частина (Dramatic Idylls: Second Series) (1880)
- Йокосерія (Jocoseria) (1883)
- Фантазії Фаріштаха Ferishtah's Fancies (1884)
- Переговори з достойними людьми про важливе у третій день (Parleyings with Certain People of Importance In Their Day) (1887)
- Асоландо (Asolando) (1889)
  - Проспайс (Prospice).